# Włóka (miara powierzchni)
Włóka – dawna (średniowieczna) miara powierzchni, odpowiadająca wielkością łanowi chełmińskiemu.
Zygmunt Gloger w Encyklopedii staropolskiej pisał: „[Podczas] Gdy morgiem, czyli jutrzyną nazwano taką przestrzeń roli, którą można było parą wołów zaorać przez dzień od rana, to włóka oznaczała większe pole, które po zoraniu lub posiewie potrzeba było włóczyć czyli bronować także cały dzień. Do włóki chełmińskiej i polskiej przywiązano następnie znaczenie przestrzeni 30-morgowej czyli, jak ją matematycznie określano, długiej 300 a szerokiej 30 prętów, licząc pręt po 7 i pół łokci warszawskich. Włóka tem się różniła od łanu, że oznaczała przestrzeń orną czyli włóczną, gdy łan oznaczał pewien wymiar (w różnych stronach rozmaity) całego gospodarstwa, więc z łąkami, wygonami itd. Ponieważ mórg litewski był o ćwierć większy od nowopolskiego, więc w tym samym stosunku i włóka litewska jest większą od polskiej. W Wielkopolsce włókę roli zwano często z niemiecka hubą lub hufem. Jak morgi tak i włóki bywały kilku wymiarów; w królewszczyznach mierzono na 33 morgowe.”
Nazwa ta bywała często synonimem łana, była w szerokim użyciu na Mazowszu i na wschodnich terenach Rzeczypospolitej.
- 1 włóka (nowochełmińska), 1 włóka chełmińska (staropolska) = 30 mórg = 17,955 ha = 179550 m²
- 1 włóka „nowopolska” (od 1819 roku) = 30 mórg = 16,79616 ha[2]
- 1 włóka (reńska) = 30 mórg = 76597,63 m²
- 1 włóka olecka = 2 włóki i 1,29 morgi magdeburskiej